# Olbrycht Strumieński

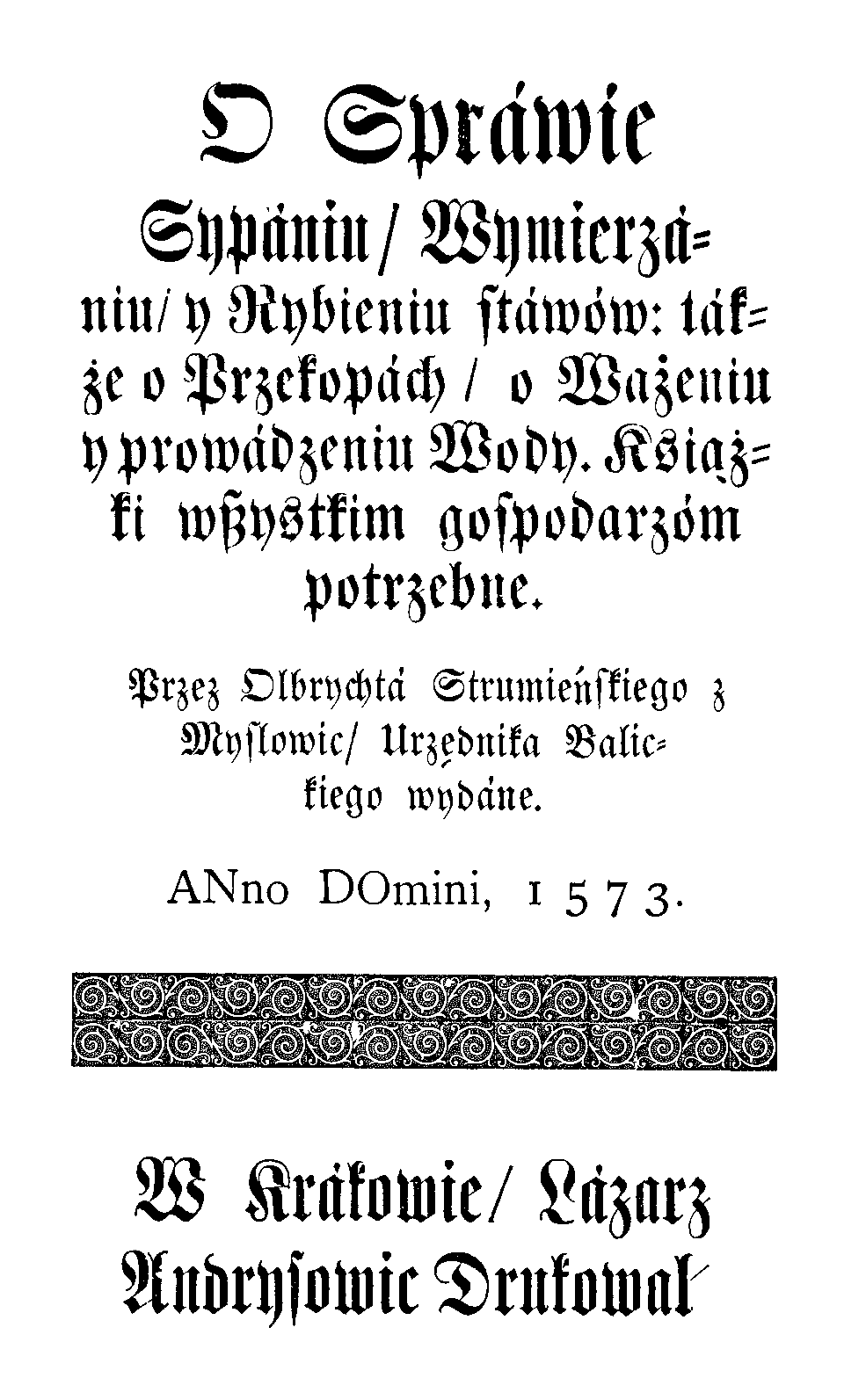
Strona tytułowa dzieła Strumieńskiego O sprawie, sypaniu, wymierzaniu i rybieniu stawów" z 1573 roku reprint z 1897.

Olbrycht Strumieński (ur. w 1. poł. XVI w. w Mysłowicach na Śląsku, zm. przed 1609) – polski pisarz, autor pierwszego dzieła w języku polskim o hodowli ryb oraz inżynierii lądowej.

## Życiorys
Strumieński urodził się w Mysłowicach na Śląsku, jednak data jego urodzin nie jest dokładnie znana. Początkowo uczył się w Mysłowicach w szkole parafialnej, która istniała od XV wieku i stała na bardzo wysokim poziomie. Jej uczniem był również inny śląski pisarz oraz hutnik Walenty Roździeński, autor jednego z pierwszych dzieł o hutnictwie Officina ferraria. Olbrycht Strumieński był urzędnikiem, zarządcą dóbr w Balicach koło Krakowa należących do wojewody krakowskiego oraz marszałka koronnego Jana Firleja, o czym sam napisał w przedmowie do swojego dzieła .

## Dzieła
Srumieński był autorem książki wydanej w 1573 roku w oficynie Łazarza Andrysowicza pt. O sprawie, sypaniu, wymierzaniu i rybieniu stawów, także o przekopach, o ważeniu i prowadzeniu wody, którą oparł na własnej praktyce i  doświadczeniu . Oprócz problematyki hodowli ryb poruszała ona kwestie techniczne takie jak budowa grobli, młynów oraz przepustów wodnych. Dzieło to uznawane jest za pierwszy podręcznik budownictwa wodnego oraz inżynierii lądowej w języku polskim, a także za jedną z najbardziej kompletnych publikacji wydanych na ten temat w całej XVI-wiecznej Europie.

Dzieło przepisał i wydał w okresie późniejszym Stanisław Stroynowski pt. Opisanie porządku stawowego (1609). W 1897 tekst Strumieńskiego wydał Feliks Kucharzewski w serii „Biblioteka Pisarzów Polskich” wydawanej przez Akademię Umiejętności w Krakowie, który w przedmowie napisał o autorze i o jego pracy: 

"... z prostotą i gruntownością, podał w swym dziełku wyniki własnej praktyki, dotyczące poziomowania, robót ziemnych, budowy stawów, grobel i upustów."

 .